# Mbe
Mbe es una comuna camerunesa perteneciente al departamento de Vina de la región de Adamawa.
En 2005 tiene 17 478 habitantes, de los que 3585 viven en la capital comunal homónima.
Se ubica sobre la carretera N1, al norte de la capital regional Ngaoundéré.

## Localidades
Comprende la ciudad de Mbe y las siguientes localidades:
- Dena
- Djett
- Gop-Gabdo
- Gorhiek
- Harr
- Home
- Karna Manga
- Karna Petel
- Mane
- Marouaré
- Mbip
- Mona-Lassi
- Ndom Bénoué
- Ndong
- Ngaouyanga
- Nguesseck
- Nyadou
- Sassa Garda
- Sassa Mberse
- Sassa Mbersi
- Tagboum
- Tibang (Nyassey)
- Toubaka
- Vourgne Ngaouyack
- Vourgne-Mamboum
- Wack